# Montaigu (Vendeia)
Montaigu foi uma comuna francesa na região administrativa da Pays de la Loire, no departamento de Vendéia. Estendia-se por uma área de 3,03 km². Em 2010 a comuna tinha 20 854 habitantes (densidade: 6 882,5 hab./km²).
Em 1 de janeiro de 2019, passou a formar parte da nova comuna de Montaigu-Vendée.